# Danieła Gergełczewa
Danieła Georgiewa Gergełczewa bułg. Даниела Георгиева Гергелчева (ur. 20 maja 1964 w Momcziłgradzie) – bułgarska tenisistka stołowa, mistrzyni Europy. 
Dwukrotnie była medalistką Starego Kontynentu. Podczas mistrzostw Europy w Göteborgu (1990) zdobyła złoty medal w grze pojedynczej i brązowy w grze mieszanej.
Dwukrotnie, bez sukcesów startowała w igrzyskach olimpijskich (1988, 1992) oraz w mistrzostwach świata, gdzie najlepszym jej występem był ćwierćfinał gry podwójnej w 1989 w Dortmundzie. Dwukrotnie trzecia (1986, 1989) w Europa Top 12.